# Vříšť
Vříšť (deutsch Wriescht, auch Wrzischt) ist ein Ortsteil von Sněžné in Tschechien. Er liegt einen Kilometer südlich von Sněžné und gehört zum Okres Žďár nad Sázavou.

## Geographie
Die Streusiedlung Vříšť breitet sich im Süden der Saarer Berge an der Einmündung des Baches Krátký potok im Tal der Fryšávka aus. Nördlich erhebt sich der Klobouk (Klobauk, 685 m), im Nordosten der Buchtův kopec (Löwenberg, 813 m), östlich die Rabuňka (722 m) und im Südosten der Bohdalec (791 m).
Nachbarorte sind Sněžné im Norden, Sanatorium Buchtův kopec, Daňkovice und Líšnáim Nordosten, Hamr, Ve Smrčinách und Polsko im Osten, Věcov im Südosten, Odranec und Bořina im Süden, Kuklík im Südwesten, Kadov im Westen sowie Krátká und Blatiny im Nordwesten.

## Geschichte
Die Grundlage für das heutige Dorf bildete eine vor 1559 durch die Herren von Pernstein gegründete Glashütte, die zu den ältesten der Umgebung gehörte. Die Hütte am Bach Fryšávka, der früher den Namen Vříšť trug, gehörte ab 1564 zur Herrschaft Neustadtl und war für ihre edlen, reinen und subtilen Gläser berühmt. Wahrscheinlich wurde in der Glashütte auch der aus der Zeit vor 1582 stammende Pernsteiner Begrüßungpokal gefertigt. Der bräunliche und in Emailfarben mit den Wappen von Vratislav von Pernstein und seiner Frau Maria Manriquez de Lara verzierte Pokal gilt als ältestes Zeugnis der Glaskunst der Herrschaft Pernstein und wird heute auf der Burg Buchlov aufbewahrt.
Simon Kratzer von Schönsberg, der die Herrschaft seit 1638 von den Dietrichsteinern gepachtet hatte, plante die Erschließung der Eisenlagerstätten im Süden der Saarer Berge. Wegen des Dreißigjährigen Krieges waren die Pläne nicht realisierbar und 1645 wurde Kratzer von den Schweden erschossen. Sein Sohn Franz Maximilian Kratzer setzte nach Kriegsende die väterlichen Vorstellungen um. 1651 ließ er in Vříšť, Kuklík und Líšná drei Eisenhämmer mit Frischfeuer errichten, die das im Kadauer Hochofen ausgeschmolzene Roheisen weiterverarbeiteten. Die Glashütten- und Hammerleute rodeten im Laufe der Zeit in der Umgebung der Werke die Wälder und errichteten Häuser. Aus den Einzelschlägen entstand schließlich ein Dorf und 1666 wurde erstmals unter den Dörfern der Neustadtler Herrschaft aufgelistet. Die Glashütte bestand wahrscheinlich aus zwei Hütten und stand nachweislich bis zum Beginn des 18. Jahrhunderts in Betrieb. Es wird angenommen, dass sie etwa zur selben Zeit, wie die 1738 eingestellte Frischauer Glashütte, erlosch. Zur Glashütte gehörte auch eine Mühle. Ab 1741 ist in Wrzischt auch ein Drahthammer nachweisbar, der 1746 um einen Zainhammer erweitert wurde. Das älteste Siegel von Wrzischt stammt aus dem Jahre 1749. Wrzischt war Sitz eines Schichtmeisteramtes, das bergamtliche Funktionen wahrnahm und auch die Kadauer Eisenhütte beaufsichtigte. 1825 entstand die Handelsstraße von Nové Město na Moravě nach Svratka. Bis 1848 verblieb der Ort der Herrschaft Neustadtl untertänig.
Nach der Aufhebung der Patrimonialherrschaften bildete Vříšt ab 1850 eine Gemeinde im politischen Bezirk Neustadtl. In der zweiten Hälfte des 19. Jahrhunderts setzte der Niedergang der Kadauer Eisenwerke ein. 1864 wurde die Schichtmeisterei von Wrzischt nach Kadau verlegt. Das Gebäude wurde danach als Alterssitz für ausgediente Beamte der Herrschaft genutzt. Zehn Jahre später erfolgte die Stilllegung der Kadauer Eisenhütte und der Hammerwerke von Wrzischt. Nach dem Erlöschen der Hämmer verließen die meisten der Arbeiter den Ort. Die Einwohnerzahl sank rapide. Der untere Hammer wurde 1910 zu einem Wasserkraftwerk umgebaut, das ab 1913 auch Strom nach Německé lieferte. 1948 entstand darin eine Spinnerei, die Gebäude gehören heute zum Kataster von Líšná
1949 wurde der Ort dem Okres Žďár nad Sázavou zugeordnet. 1960 erfolgte die Eingemeindung nach Sněžné. Die Mühle wurde in den 1960er Jahren zu einem Futtermittelwerk umgebaut, das 1990 seine Produktion einstellte. 1991 hatte der Ort 49 Einwohner. Im Jahre 2001 bestand das Dorf aus 26 Wohnhäusern, in denen 41 Menschen lebten.

## Sehenswürdigkeiten
- Kapelle
- Panský dům, die ehemalige Schichtmeisterei wird heute als Pension genützt
- gusseisernes Kreuz, an der Straße nach Sněžné
- geschützter Bergahorn von 26 m Höhe

## Persönlichkeiten
- Petr Křička lebte nach dem Ersten Weltkrieg in Vříšť und übersetzte hier Anna Karenina.
- Über den hünenhaften Metzger Jan Staněk, der als Honza von Bříště bekannt wurde, ranken sich zahlreiche Legenden